# Stephy Tang
Stephy Tang (nacida el 15 de octubre de 1983 en Dongguan, Guangdong, etnia hakka) es una cantante cantopop y actriz en Hong Kong. Anteriormente fue el líder de la banda pop Cookies.

## Biografía
Tang se graduó de la "Buddhist Sum Heung Lam Memorial College" y en el Instituto del Departamento de Diseño de Moda de Hong Kong, con una formación profesional. 

## Carrera
En el 2002, tras ser escogida en un proceso de selección el año anterior, se unió al grupo musical de género pop Cookies y se convirtió en su vocalista principal. Interpretó a dúo con Alex Fong varios temas musicales, como "Noticias con buena intención"「好心 好 報」, "Amor del bueno"「好好戀愛」,  "Un gran amor"「十分．愛(合唱版)」 (canción con la que ganaron un Premio de disco de oro como mejor dúo en el 2006), "Mis favoritos"「我 的 最愛」, "Amor pesado"「重 愛 」y "Siete años"「 七年 」. Ella también formó parte de un programa de variedades llamado "Beautiful Cooking", difundido por la red TVB. Tang habla y domina el hakka, cantonés, mandarín e inglés.
Tang comenzó su carrera como cantante con el grupo pop Cookies, especializado en música por para adolescentes. Cuando Tang comenzó su carrera como cantante solista, la compañía discográfica EMI quería un cambio de aspecto y un estilo más dirigido para el público adulto. Algunas canciones de su primer álbum, Coloring Stephy, tenían un estilo más maduro y suave, con una influencia del género jazz, cambiando el estilo anterior cuando formaba parte de Cookies. En general, su álbum fue ampliamente escuchado y se hizo popular, fue certificado con un disco de oro por la IFPI Hong Kong.
El segundo álbum de Tang como solista fue Fantasía, que tuvo un total de cinco ediciones. Una de ellas fue una edición de lujo publicado en DVD con sus videoclips. La única diferencia entre las otras cuatro fueron los temas de color de las portadas de los álbumes discográficos: rojo, amarillo, azul y verde, que fueron los cuatro temas diferentes para sesiones de fotos.
Su tercer álbum fue Dating Stephy, que también contó con diferentes cubiertas y con una edición especial que fue lanzada tres meses después de la versión original. Los periódicos anunciaron que se vendieron más de 30.000 en un mes, según certificación de Oro.
Realizó su primer concierto como solista, llamado "Stephy, See Thru Live 2007", del 7 al 9 de diciembre de 2007 en el Salón de las Estrellas de Hong Kong. Un álbum fue grabado en directo con las canciones interpretadas en este concierto.
Tang lanzó otro álbum, The Red Album en noviembre de 2008. En julio de 2009, publicó la novela romántica, Correr junto a mí (陪著 我 走). El libro toma la forma de un diario sobre una chica que ha roto recientemente con su amante. Ella va en un crucero y escribe sobre las cosas que ve y hace. Este libro también incluye más de 100 páginas de fotos.
En diciembre de 2009, Tang lanzó su colección de "Grandes Hits" con "Nuevas Canciones" con el título Music Cafe, que incluye cuatro nuevas canciones, incluyendo ""Corrindo junto a mí", título de su novela.
En 2011, Tang dejó su compañía discográfica anterior Oro Typhoon y firmó con Neway Star como su nuevo sello discográfico.

## Discografía

### Con Cookies
Cantonese Album (EP)
1. Happy Birthday (2002)
2. Merry Christmas (2002)
3. All the Best (2003) - primer álbum como Mini-Cookies
4. 4 Play (2004)
5. 4 in Love (2004)

Karaoke Album
1. Holidays (2002)
2. Channel Cookies (2003)

Mini Concert Album
- 903 California Red: Eleven Fires Concert (2004)

### Solitario
Cantonese Album
1. Coloring Stephy (5 de agosto de 2005，2nd ver：28 de septiembre de 2005) (Certified Gold 25,000 units shipped in September)
2. Stephy Fantasy (28 de marzo de 2006，2nd ver：5 de junio de 2006) (se vendieron 20 000 copias)
3. Dating Stephy (14 de febrero de 2007，2nd ver：10 de mayo de 2007) (se vendieron 35 000 copias en mayo)
4. Stephilosophy (21 de diciembre de 2007) (Certified Gold 20,000 units shipped in December)
5. The Red Album (27 de noviembre de 2008)
6. Music Cafe (23 de diciembre de 2009)
7. No One Knows (15 de julio de 2010)

Otros álbumes
- 17 de mayo de 2006 - All About Women (金牌女兒紅) - Track 05 - Let It Flow, and Track 08 - 偏愛 (with Kary Ng (吳雨霏))
- 14 de junio de 2007 - Another Chivas Music Experience Concert Live - Track 10. 愛與痛的邊緣

## Filmografía

### Películas
| Película | Película                   | Película             | Película                            | Película        | Película     |
| -------- | -------------------------- | -------------------- | ----------------------------------- | --------------- | ------------ |
| Año      | Título en inglés           | Título en chino      | Personaje                           | Notas           | Con          |
| 2001     | Merry-Go-Round             | None                 | Herself                             | Guest           | None         |
| 2002     | Nine Girls and A Ghost     | 九個女仔一隻鬼       | Ka Ka                               | Lead Role       | Edison Chen  |
| 2003     | Feel 100%                  | 百分百感覺           | Cherie                              | Lead Role       | Shawn Yue    |
| 2003     | Dragon Loaded 2003         | 龍咁威               | Man Ching                           | Lead Role       | Ronald Cheng |
| 2003     | Love Under the Sun         | None                 | Herself                             | Guest           | None         |
| 2004     | Dating Death               | 失驚無神             | Lai                                 | Lead Role       | Edwin Siu    |
| 2004     | My Sweetie                 | 甜絲絲               | Chan Tze Keung                      | Lead Role       | Sammy Leung  |
| 2005     | Herbie: Fully Loaded       | None                 | Maggie Peyton (Cantonese Voice Dub) | Lead Role       | None         |
| 2006     | Marriage with a Fool       | 獨家試愛             | Kwong Mei Bo                        | Lead Role       | Alex Fong    |
| 2006     | Love @ First Note          | 戀愛初歌             | Amy                                 | Main Cast       | None         |
| 2007     | Trivial Matters            | 破事兒               | Cheung Ho Kei                       | Main Cast       | None         |
| 2007     | Love in Macau              | 濠情歲月             | Chu Yanhong                         | Lead Role       | Alex Fong    |
| 2007     | Love Is Not All Around     | 十分愛               | Kwong Mei Bo                        | Lead Role       | Alex Fong    |
| 2007     | In Love with the Dead      | 塚愛                 | Luk Wai                             | Lead Role       | Shawn Yue    |
| 2008     | L for Love L for Lies      | 我的最愛             | Kwong Mei Bo                        | Lead Role       | Alex Fong    |
| 2008     | La Lingerie                | 內衣少女             | Ho Kei Miu                          | Lead Role       | None         |
| 2008     | Nobody's Perfect           | 絕代雙嬌             | Lam Fung Kiu                        | Lead Role       | None         |
| 2009     | Love Connected             | 保持愛你             | Bo                                  | Lead Role       | Justin Lo    |
| 2009     | Poker King                 | 撲克王               | Ho Siu Yung                         | Main Cast       | Louis Koo    |
| 2010     | Just Another Pandora's Box | 越光寶盒             | Painted Skin                        | Guest           | None         |
| 2010     | 72 Tenants of Prosperity   | None                 | Wu Lei Yuk                          | Main Cast       | Bosco Wong   |
| 2011     | All's Well, Ends Well 2011 | None                 | Arnold Cheng's Niece                | Supporting Role | None         |
| 2011     | Mr. Zhai                   | 宅男總動員之女神歸來 | Wen Rou                             | Lead Role       | Alex Fong    |
| 2011     | Summer Love Love           | 戀夏戀夏戀戀下       | Herself                             | Guest           | None         |
| 2011     | Let's Go!                  | None                 | Annie                               | Lead Role       | Juno Mak     |
| 2011     | East Meets West 2011       | None                 | Herself                             | Main Cast       | Eason Chan   |
| 2011     | Hong Kong Ghost Stories    | 猛鬼愛情故事         | Phoenix                             | Guest           | None         |
| 2012     | Princess's Temptation      | 公主的诱惑           | None                                | Lead Role       | Liang Tian   |
| 2012     | Love in Time               | 等，我愛你           | Tina/Chi Ling                       | Lead Role       | Bosco Wong   |
| 2012     | The Guillotines            | 在断头台             | Red Devil                           | Main Cast       | None         |
| 2012     | Bleeding Mountain          | 在山的恶魔           | None                                | Lead Role       | Ron Ng       |
| 2013     | Badges of Fury             | 不二神探             | None                                | Main Cast       | None         |
| 2014     | The True Love              | 不愛不散             |                                     | Main Cast       |              |
| 2014     | Hello Babies               |                      |                                     |                 |              |
| 2014     | Golden Brother             | 男人唔可以窮         |                                     | Lead Role       | Bosco Wong   |
| 2015     | An Inspector Calls         | 浮華宴               |                                     |                 |              |

### Televisión
| Televisión | Televisión                          | Televisión         | Televisión           | Televisión         | Televisión |
| ---------- | ----------------------------------- | ------------------ | -------------------- | ------------------ | ---------- |
| Año        | Título en inglés                    | Título en chino    | Personaje            | Notas              | Con        |
| 2002       | Feel 100%                           | 百分百感觉         | Herself              | Main Cast          | None       |
| 2003       | Four Songs, Wonder Tales            | None               | Lead Role            | None               | Alex Fong  |
| 2003       | Not Just a Pretty Face              | 美麗在望           | Herself              | Guest              | None       |
| 2003       | Aqua Heroes                         | 戀愛自由式         | Poon Siu Fung/Stephy | Main Cast          | Matt Yeung |
| 2003       | Hearts of Fencing                   | 當四葉草碰上劍尖時 | Herself              | Guest              | None       |
| 2007       | Colours of Love                     | 森之愛情           | Yan                  | Main Cast          | Alex Fong  |
| 2011       | Wind and Rain in Peach Blossom Town | None               | None                 | Lead Role          | Alex Fong  |
| 2012       | Chinese Traditional Magic           | 大戏法             | Shen Xin Ping        | Lead Role          | Yu Shaoqun |
| 2013       | Towering Cannon                     | None               | TBA                  | Main Cast-upcoming | None       |
| 2013       | To Advance Toward the Victory       | None               | TBA                  | Guest-upcoming     | None       |

## Libros
- 2002 - Delicious Cookies
- 2006July 18  -  不要忘記 (Bat Yiu Mong Gei)
- 2007March 19 - Stephy & Alex 十分愛
- 2008March 13 - 我的最愛Stephy & Alex電影寫真
- 2008July - 內衣少女電影小說 (La Lingerie Movie Novel)
- 2009July 22  - 陪著我走 Visual Diary (Pui Jeuk Ngo Zau)
- 2009December 18 - Heart Sweet 心甜